# Liste der Hochhäuser in Braunschweig

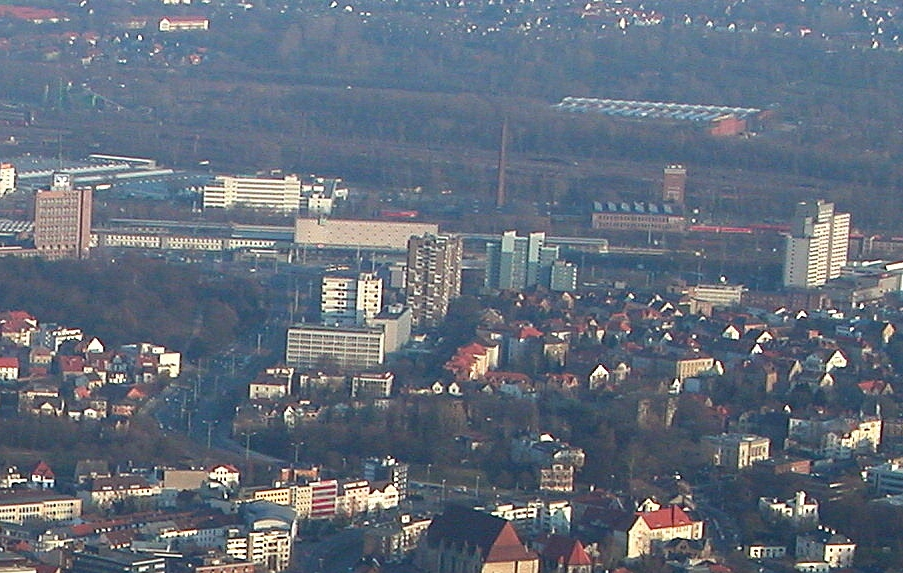
Hochhäuser beim Berliner Platz

Die Liste der Hochhäuser in Braunschweig führt alle Braunschweiger Hochhäuser auf, die eine strukturelle Höhe von 40 Metern erreichen oder überschreiten oder mindestens 12 Stockwerke aufweisen.
Besonders viele Hochhäuser befinden sich um den Berliner Platz am Hauptbahnhof und in der angrenzenden Kurt-Schumacher-Straße. Am nördlichen Teil des Berliner Platzes, der am 18. Dezember 2013 zum hundertsten Jahrestag der Geburt Willy Brandts in „Willy-Brandt-Platz“ umbenannt wurde, steht Braunschweigs jüngstes Hochhaus, das Bürogebäude des BraWoParks in direkter Nachbarschaft zum höchsten Gebäude Braunschweigs mit 90 Metern Höhe: Das Posthochhaus, das von 1986 bis 1990 nach Plänen des Architektenbüros Gerkan, Marg und Partner erbaut wurde.

## Tabelle
| Nr.     | Gebäude                                                     | Höhe in m            | Etagen  | Eröffnung | Architekten                  | Bemerkung | Adresse                                           | Bild                                                            |
| ------- | ----------------------------------------------------------- | -------------------- | ------- | --------- | ---------------------------- | --- | ------------------------------------------------- | --------------------------------------------------------------- |
| 1.      | Posthochhaus                                                | 65 (90 inkl. Spitze) | 14 (+1) | 1990      | Gerkan, Marg und Partner     | Als Verwaltungshochhaus der Deutschen Bundespost errichtet. Derzeit Teil des Business-Centers I im BraWoPark.                                  | Willy-Brandt-Platz 7 (ehem. Berliner Platz 12–16) | Posthochhaus                                                    |
| 2.      | BraWo-Hochhaus (Hochhaus des Business-Centers II)           | 80                   | 19/20   | 2015      | Architekten Reichel + Stauth | Bürohochhaus, Teil des BraWoParks. | Willy-Brandt-Platz 18–19                          | Hochhaus des Business-Centers II des BraWoPark                  |
| 3.      | Hochhaus des Business-Centers III                           | 68                   | 18/19   | 2023      | Architekten Stauth           | Bürohochhaus, Teil des BraWoParks. 18 Etagen vermietet an die Stadtverwaltung Braunschweig.                                                    | Brawo Allee 1                                     | Baustelle des Hochhauses des Business-Centers III des BraWoPark |
| 4.      | Hochhaus der Braunschweigischen Landessparkasse             | 68                   | 14      | 1974      | Hannes Westermann            | Verwaltungsgebäude der Braunschweigischen Landessparkasse                                                                                      | Friedrich-Wilhelm-Platz                           | Hochhaus der Braunschweigischen Landessparkasse                 |
| 5.      | Hochhaus am Schwarzen Berge                                 | 66                   | 22      | 1969      |                              | Wohnhochhaus, errichtet durch die Wohnungsbaugesellschaft Deutsches Heim.                                                                      | Braunschweig-Schwarzer Berg, Sielkamp 52          | Hochhaus am Schwarzen Berge                                     |
| 6.      | Ring-Center                                                 | 62                   | 18      | 1975      |                              | Wohn- und Geschäftshaus | Berliner Platz 1C–1D                              | Ring-Center                                                     |
| 7.      | Atrium-Hochhaus, Kurt-Schumacher-Straße 12 (Iduna-Hochhaus) | 59                   | 20      | 1971      | Friedrich Wilhelm Kraemer    | Wohnhaus | Kurt-Schumacher-Straße 12                         | Atrium-Hochhaus                                                 |
| 8.      | TU-Hochhaus, Mühlenpfordtstraße (BS4)                       | 59                   | 13      | 1976      |                              | Sitz des Instituts für Gebäude- und Solartechnik und weiterer Institute des Fachbereichs Architektur der Technischen Universität Braunschweig. | Mühlenpfordtstraße 23                             | TU-Hochhaus, Mühlenpfordtstraße                                 |
| 9.      | TU-Hochhaus, Pockelsstraße (Okerhochhaus)                   | 58,7                 | 16      | 1956      | Dieter Oesterlen             | | Pockelsstraße 3                                   | TU-Hochhaus, Pockelsstraße                                      |
| 10.     | Hochhaus Jenastieg (I-Punkt)                                | 56                   | 17      | 1969      |                              | Wohnhaus mit Krankengymnastik, Kinderarzt und bis 2019 Restaurant                                                                              | Braunschweig-Heidberg, Jenastieg 7                | Hochhaus Jenastieg                                              |
| 11.     | TU-Hochhaus, Hans-Sommer-Straße (Haus der Elektrotechnik)   | 54                   | 14      | 1974      |                              | | Hans-Sommer-Straße 66                             | TU-Hochhaus, Hans-Sommer-Straße                                 |
| 12.     | Atrium-Hochhaus, Kurt-Schumacher-Straße 3 (Iduna-Hochhaus)  | (ca. 48)             | 14      | 1971      | Friedrich Wilhelm Kraemer    | Wohnhaus | Kurt-Schumacher-Straße 3                          | Atrium-Hochhaus                                                 |
| 13.     | Atrium-Hochhaus, Kurt-Schumacher-Straße 7 (Iduna-Hochhaus)  | (ca. 48)             | 14      | 1971      | Friedrich Wilhelm Kraemer    | Wohnhaus | Kurt-Schumacher-Straße 7                          | Atrium-Hochhaus                                                 |
| 14.     | Haus der Wissenschaft                                       | 47                   |         | 1937      | Emil Herzig                  | | Pockelsstraße 11                                  | Haus der Wissenschaft                                           |
| 15.–17. | Hochhäuser Emsstraße 12, 14, 16                             | 43                   | 14      | 1974      |                              | Wohnhochhäuser | Braunschweig-Weststadt, Emsstraße 12, 14, 16      | Hochhäuser Emsstraße                                            |
| 18.     | Hochhaus Berliner Platz 2A                                  | (ca. 42)             | 13      |           |                              | Wohnhaus | Berliner Platz 2A                                 | Hochhaus Berliner Platz 2A                                      |
| 19.     | Hochhaus Augustinum                                         | (ca. 42)             | 13      |           |                              | Wohnhaus | Am Hohen Tore 4A                                  | Augustinum                                                      |
| 20.     | Studentenwohnanlage APM, Affenfelsen genannt                | (ca. 39)             | 14      | 1976      |                              | Wohnheim | Rebenring 61–64                                   | Studentenwohnanlage APM                                         |
| 21.     | Kurt-Schumacher-Straße 18                                   | (ca. 39)             | 12      | 1978      | Hans-Jürgen Tönnies          | Wohnhochhaus mit Büros | Kurt-Schumacher-Straße 18                         | Hochhaus Kurt-Schumacher-Straße 18                              |
| 22.     | Bürohaus Wendenring                                         | (ca. 40)             | 12      |           |                              | Bürogebäude | Wendenring 1                                      | Bürohaus Wendenring                                             |
| 23.     | Hochhaus Celler Straße                                      | (ca. 40)             | 12      | um 1960   |                              | Wohnhaus | Celler Straße 26                                  | Hochhaus Celler Straße                                          |
| 24.     | Hochhaus Theodor Heuss                                      | 38                   | 12      | 1974      |                              | Wohnhaus, wegen erheblicher Mängel im Brandschutz nahezu unbewohnt                                                                             | Otto Von Guericke-Straße 1                        | Hochhaus Theodor Heuss                                          |